# Veijo Martikainen
Veijo Antero Martikainen, född 7 januari 1925 i Juga, död 
30 oktober 2018 i Esbo, var en finländsk arkitekt.
Martikainen avlade arkitektexamen vid Tekniska högskolan i Helsingfors och bedrev egen arkitektverksamhet från 1955, under tiden fram till 1967 även i samarbete med Erkki Helamaa. Av hans verk, som präglas av rationalism, kan nämnas centralsjukhuset i Tammerfors (1961), kliniken för cancersjukdomar för Helsingfors universitetscentralsjukhus (1962), Bolarskogs sjukhus i Esbo (1977) samt Röda korsets blodtjänstcentral i Helsingfors (1971) och Sökö kapell i Esbo (1978). Han tilldelades professors titel 1983.